# World Childhood Foundation
World Childhood Foundation, ou simplesmente Childhood, é uma organização internacional dedicada à promoção e defesa dos direitos da infância em todo o mundo. 
Atualmente, seu foco de atuação é o abuso e a exploração sexual de crianças e adolescentes. Nesta perspectiva, as meninas recebem atenção especial, assim como grupos mais vulneráveis, como crianças de rua e mães adolescentes.

## Criação
Em 1999, ainda sob impacto do Congresso Mundial contra a Exploração Sexual Comercial de Crianças, realizado três anos antes em Estocolmo, a Rainha Sílvia da Suécia teve a iniciativa de criar a World Childhood Foundation. 
Para isso, ela se uniu a um grupo de co-fundadores, que inclui fundações familiares, empresas e pessoas privadas. Cada um deles contribuiu com a quantia de 1 milhão de dólares. Os juros obtidos com a aplicação desse capital inicial mantêm os custos administrativos da organização na Suécia, de modo que as doações são inteiramente repassadas aos projetos apoiados.
Desde o início de suas atividades, a Childhood já distribuiu mais de 40 milhões de dólares aos projetos apoiados em todo o mundo.

## Childhood no Mundo
Além da fundação inicial, com sede em Estocolmo, a World Childhood Foundation possui outras três organizações independentes no Brasil, Estados Unidos e Alemanha. Com escritórios em São Paulo, Nova York e Munique, respectivamente, esses braços da Childhood mantêm uma importante colaboração entre si e com a sede sueca. 
Os projetos apoiados pela Childhood, que já passam de 500 e somam 16 nações atendidas. Entre estas, encontram-se China, Polônia, Rússia, África do Sul, Ucrânia e Tailândia. 

## Atuação no Brasil
Braço brasileiro da World Childhood Foundation, criada por S. M. Rainha Sílvia da Suécia, a Childhood Brasil foi fundada em 1999 e tem sede em São Paulo.
Seu foco de é a proteção da infância contra o abuso e a exploração sexual, problemas de causas diversas que só podem ser solucionados por meio de ações integradas entre Governos, empresas, organizações sociais e sociedade em geral.
A Childhood Brasil desenvolve programas próprios, de abrangência regional ou nacional. São iniciativas que informam a sociedade, capacitam diferentes profissionais, fortalecem redes de proteção e influenciam políticas públicas, de modo a contribuir para transformações positivas e duradouras para a causa. Em paralelo, a organização apoia projetos desenvolvidos por outras ONGs em comunidades, para fomentar experiências inovadoras de intervenção e contribuir com o desenvolvimento de organizações de base.
A Childhood Brasil é certificada como Organização da Sociedade Civil de Interesse Público (OSCIP) e como Entidade Promotora dos Direitos Humanos.